# 杜錫
杜 錫（と しゃく、生没年不詳）は、西晋の人物。字は世嘏。京兆郡杜陵県（現在の陝西省西安市雁塔区）の人。
杜預の嗣子。若くして盛名があり、高潔にして忠誠の厚い人であったという。
初め長沙王司馬乂の文学として仕官、累進して愍懐太子の中舎人となる。杜錫の太子を諫める言葉は、噛んで含めるように懇ろであったが、太子はそれを煩しく思い、杜錫がいつも坐る絨毯に針を忍ばせておいた。何も知らない杜錫が坐ったところ、針によって傷つき、血が流れた。後日、太子が「何があったのか」と尋ねたところ、杜錫は「酔っておりましたので判りません」と答えた。太子は杜錫を問い詰めて、「あなたは人を責めて喜ぶくせに、どうして自分から過ちをなすのだ」と言った。
後、衛将軍長吏となり、趙王司馬倫が帝位を簒奪すると、杜錫を治書御史に任命した。孫秀が杜錫に交際を求めたとき、杜錫はこれを拒んだ。孫秀はこれを恨んだが、杜錫の名声を憚って、彼に危害を加えようとはしなかった。
恵帝が再び帝位に据えられると、杜錫は吏部郎・城陽郡太守に任じられたが、これを辞したため尚書左丞となる。48歳で死去し、散騎常侍を追贈された。